# Contea di Boa Vista
La contea di Boa Vista è una contea di Capo Verde con 9 162 abitanti al censimento del 2010.
Comprende tutto il territorio dell'isola di Boa Vista e alcune isolette minori circostanti, fra cui Ilha do Sal Rei (dove si trova un faro) e Ilha da Baluate, che è il punto più orientale di tutto l'arcipelago di Capo Verde.